# Большие дрофы
Большие дрофы (лат. Ardeotis) — род птиц в семействе дрофиных (Otididae). Он содержит четыре вида. Ареал рода охватывает Африку, Индию и Австралию. Некоторые систематики относят к этому роду только два вида, обитающих в Африке, а два других вида относят к роду Choriotis. Другие орнитологи считают название Choriotis синонимом Ardeotis. По сравнению с дрофой, клюв, ноги и шея более длинные. Птицы высотой более 1 м и массой до 20 кг. Половой диморфизм слабо выражен. Встречаются поодиночке или объединяются в немногочисленные группы. Откладывают по 1—2 яйца. О потомстве заботится только самка. Питаются ящерицами, грызунами, семенами, плодами и корнями.

## Виды
| Фото | Латинское название | Русское название            | Распространение |
| ---- | ------------------ | --------------------------- | --- |
|      | Ardeotis arabs     | Аравийская большая дрофа    | Алжир, Буркина-Фасо, Камерун, Чад, Джибути, Эритрея, Эфиопия, Гвинея-Бисау, Ирак, Кения, Мали, Мавритания, Марокко, Нигер, Нигерия, Саудовская Аравия, Сенегал, Сомали, Судан и Йемен. Известны залёты в Кению, Гамбию, северную часть Кот-д’Ивуара и северную Гану |
|      | Ardeotis kori      | Африканская большая дрофа   | Ботсвана и Намибия, простирается на юг Анголы и немного заходит в юго-западную Замбию |
|      | Ardeotis nigriceps | Индийская большая дрофа     | Индия и Пакистан |
|      | Ardeotis australis | Австралийская большая дрофа | Австралия и южная часть Новой Гвинеи |